# Dr. Luigi
Dr. Luigi, al Japó anomenat Dr. Luigi & Virus Buster (Dr. LUIGI & 細菌撲滅, Dr. Luigi & Saikin Bokumetsu) (lit. "Dr. Luigi i Bactericida") és un videojoc per a Wii U basat en Dr. Mario, desenvolupat per Arika (creadors de 3D Classics: Excitebike) i Nintendo Software Planning & Development, que va sortir el 31 de desembre de 2013 a Amèrica del Nord i va sortir el 15 de gener de 2014 a Europa, Australàsia i Japó. Ha estat creat per a celebrar L'Any d'en Luigi, que ara s'allargà fins al 2014. Va ser anunciat en un Nintendo Direct el 18 de desembre de 2013.

## Jugabilitat
La jugabilitat de Dr. Luigi és molt similar als jocs originals de Dr. Mario, joc per on aquest hi està basat, és a dir, un videojoc de plataformes que cauen que es guien. Els jugadors d'eliminar els virus mitjançant l'apilament de megavitamines en ells i en última instància, la creació d'una fila de quatre o més del mateix color. En aquest joc, però, hi ha un nou mode anomenat Operation L, que consisteix a apilar pastilles multicolors en forma de L, en referència a en Luigi.
Combos s'alteren en aquest joc. En Dr. Mario, quan un jugador guanyava un combo, l'oponent rebrà dues mitges megavitaminas per aturar el progrés. En Operation L, quan un jugador guanya un combo, a les megavitamines del jugador contrari se li canviaran els colors, pel que la dificultat se li augmentarà.

### Modes
- Operation L ("operació L") és el nou mode de Dr. Luigi. En aquest mode, el jugador necessita eliminar els virus, igual que en altres jocs de Dr. Mario, on s'utilitzen duespíldores en forma de L ("megavitamines"). Si aquestes es mantenen al cim d'un virus, la megavitamina o al final de tota l'ampolla, les 2 megavitamines se separaran.
- Retro Remedy ("remei antic") utilitza la jugabilitat de Dr. Mario. En aquest mode, el jugador no té megavitamines en forma de L, sinó megavitaminas normals. El jugador necessita, per esborrar l'ampolla dels virus, 3 pastilles del mateix color del virus.
- Virus Buster ("bactericida") només utilitza els controls de pantalla tàctil. Després d'un temps en el mateix escenari, apareixen dues mega vitamines, i després tres. Està basat en la pràctica Bactericida dels Brain Training de Nintendo DS, ara jugable pel Wii U GamePad verticalment utilitzant la pantalla tàctil per anar arrossegant les càpsules en l'ampolla.
- Online Mode. Igual que en Dr. Mario & Germ Buster, el jugador pot jugar amb amics i jugadors de tot el món. Hi és jugable "Operation L" i "Retro Remedy".[6]

## Argument
Un dia, a casa del Doctor Luigi (àlter ego del personatge), arriba una nau espacial que porta uns virus mutants enormes que el doctor ha d'exterminar amb les seves píldores.

## Recepció
En general, Dr. Luigi va rebre bones puntuacions dels crítics, obtenint una puntació mitjana de 65% basada en 38 crítiques a Metacritic.
Dr. Luigi va ser el setè contingut digital més venut en la Nintendo eShop de Wii U el 2 de gener de 2014. Del 23 al 30 de juliol va ser l'onzè.

### Màrqueting
Dr. Mario (NES, 1991) va sortir el 13 de febrer de 2014 a la Consola Virtual de Wii U, i els clients que compressin Dr. Luigi abans del 20 de febrer podien aconseguir Dr. Mario de franc a Europa. També van haver promocions en què Dr. Luigi es va rebaixar de preu; a Amèrica del Nord el descompte s'efectuava si també es tenia Dr. Mario. El joc va ser un dels que es van poder bescanviar els usuaris del Club Nintendo nord-americà del 2 de febrer de 2015 fins que s'acabà el servei el 30 de juny de 2015.